# Lars Kraume
Lars Kraume (ur. 24 lutego 1973 w Chieri) – niemiecki reżyser, scenarzysta i producent filmowy.

## Życiorys
Lars Kraume wychował się we Frankfurcie nad Menem. Po zdaniu matury pracował przez dwa lata jako fotograf. W 1994 roku rozpoczął czteroletnie studia w Akademii Niemieckiego Filmu i Telewizji (Deutsche Film- und Fernsehakademie dffb) w Berlinie. Jego praca dyplomowa – pełnometrażowy film kryminalny Dunckel – została uhonorowana nagrodą im. Adolfa Grimme. W 2007 roku otrzymał za film Guten Morgen, Herr Grothe nagrodę Deutscher Fernsehpreis i ponowne nagrodę im. Adolfa Grimme. Film z 2016 Fritz Bauer kontra państwo (Der Staat gegen Fritz Bauer) otrzymał Niemiecką Nagrodę Filmową (Deutscher Filmpreis, najbardziej prestiżowe wyróżnienie na niemieckim rynku filmowym) w sześciu kategoriach, w tym za najlepszy film i za najlepszą reżyserię.

## Filmografia
- 1996: Life Is Too Short to Dance with Ugly Women (reżyseria i scenariusz)
- 1998: Dunckel (reżyseria i scenariusz)
- 1999: Der Mörder meiner Mutter (reżyseria)
- 1999: Countdown zum Mord (reżyseria)
- 2001: Viktor Vogel - Karierowicz (Viktor Vogel – Commercial Man) (reżyseria i scenariusz)
- 2003: Tatort: Sag nichts (reżyseria)
- 2005: Tatort: Wo ist Max Gravert? (reżyseria i scenariusz)
- 2005: Kismet – Würfel Dein Leben! (reżyseria)
- 2005: Bez piosenek o milosci (Keine Lieder über Liebe) (reżyseria, producent i scenariusz)
- 2007: Guten Morgen, Herr Grothe (reżyseria)
- 2007: KDD – Kriminaldauerdienst  (reżyser odcinków 3-6 i scenarzysta)
- 2008: Tatort: Der frühe Abschied (reżyseria)
- 2010: Die kommenden Tage (reżyseria, produkcja i scenariusz)
- 2011: Tatort: Eine bessere Welt (reżyseria i scenariusz)
- 2011: Tatort: Der Tote im Nachtzug (reżyseria i scenariusz)
- 2012: Tatort: Es ist böse (scenariusz)
- 2012: Tatort: Im Namen des Vaters (reżyseria i scenariusz)
- 2013: Moje siostry (Meine Schwestern) (reżyseria i producent)
- 2013: Tatort: Wer das Schweigen bricht (scenariusz)
- 2013: Tatort: Borowski und der brennende Mann (reżyseria)
- 2014: Tatort: Der Hammer (reżyser i scenarzysta)
- 2015: Der Staat gegen Fritz Bauer (reżyser, scenarzysta wraz z Olivierem Guez)
- 2015: Familienfest (Reżyser)
- 2015: Dengler: Die letzte Flucht (reżyser)
- 2016: Dengler: Am zwölften Tag (reżyser)
- 2016: Terror – Ihr Urteil (reżyser i scenarzysta)
- 2017: Dengler - Die schützende Hand (reżyser i scenarzysta)
- 2017: Der König von Berlin (reżyser i scenarzysta)
- 2018: Das schweigende Klassenzimmer (reżyser i scenarzysta)